# Gelis pettitii
Gelis pettitii är en stekelart som först beskrevs av Cresson 1872.  Gelis pettitii ingår i släktet Gelis och familjen brokparasitsteklar. Inga underarter finns listade i Catalogue of Life.